# Alexander Vrebac
Alexander Vrebac, född 6 april 1990, är en svensk före detta fotbollsspelare. 

## Karriär
Den 8 augusti 2015 presenterades han som nyförvärv av Örgryte IS. I augusti 2016 gick Vrebac till Assyriska BK.